# Brønderslev Kommune (1970–2006)
| Strukturdaten       | Strukturdaten       |
| ------------------- | ------------------- |
| Sitz der Verwaltung | Brønderslev         |
| Fläche              | 316,95 km²          |
| Einwohner           | 20.151 (2004)       |
| Kommune seit 2007   | Brønderslev Kommune |

Brønderslev Kommune war bis Dezember 2006 eine dänische Kommune im damaligen Nordjyllands Amt in Jütland. Seit Januar 2007 ist sie zusammen mit der Kommune Dronninglund Teil der neuen Brønderslev Kommune.